# A-74

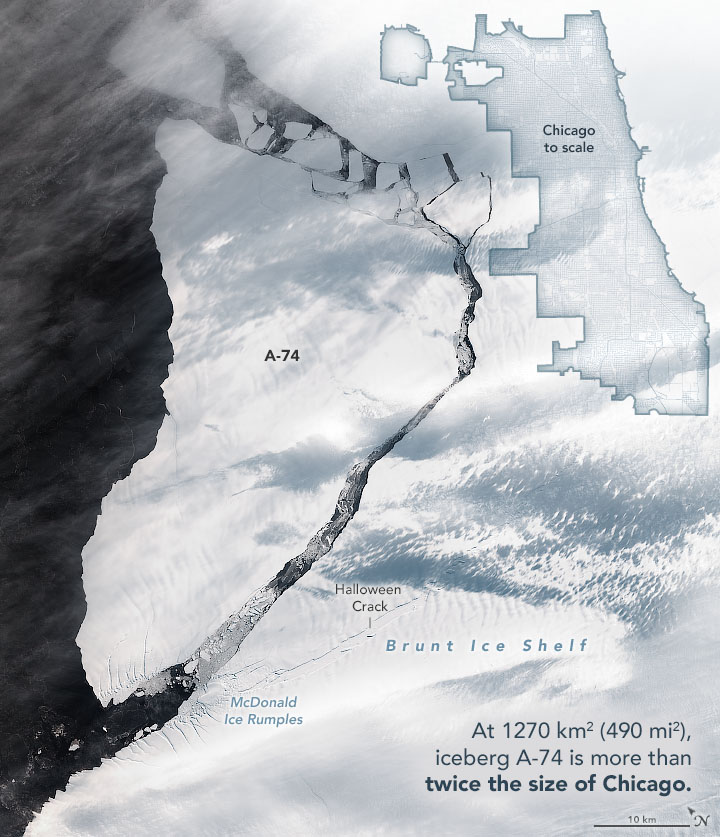
Eisberg A-74 am 1. März 2021

Bruch von A-74

A-74 ist ein sehr großer Eisberg, der am 26. Februar 2021 vom Brunt-Eisschelf  in der Nähe der vom British Antarctic Survey betriebenen Antarktisforschungsstation Halley VI kalbte. Der Eisberg hatte zu diesem Zeitpunkt eine Fläche von 1270 km² – etwa die anderthalbfache Größe von Berlin oder, wie in der nebenstehenden Abbildung zum Vergleich eingezeichnet, etwa die zweifache Größe von Chicago.
Am Morgen des 26. Februar 2021 erweiterte sich der North Rift schlagartig, und durch GPS-Messungen des British Antarctic Survey stellte sich innerhalb weniger Stunden der Bruch vom Brunt-Eisschelf heraus. Das amerikanische National Ice Center vergab die Kennzeichnung A-74. Dabei steht das A für das Gebiet zwischen 0° und 90° westlicher Länge und die Zahl 74 ist eine laufende Nummer. Die Bildung des neuen Eisbergs wurde am 27. Februar mit einem Radarbild des Satelliten Sentinel-1A bestätigt.
Nach Angaben des USNIC befand sich A-74 am Morgen des 28. Februar 2021 bei 75° 13′ S, 25° 41′ W. Seine maximale Länge wurde mit 30 nm, seine maximale Breite mit 18 nm (etwa 55 km Länge, 33 km Breite) angegeben.